# Новосибирский техникум геодезии и картографии
Новосибирский техникум геодезии и картографии — среднее специальное учебное заведение в Центральном районе Новосибирска, основанное в 1944 году.

## История
10 апреля 1944 года был создан Новосибирский топографический техникум.
В 1992 году учебному заведению было присвоено современное название.
В 2010 году техникум стал подразделением в структуре Сибирской государственной геодезической академии.

## Образовательная деятельность
Образовательное учреждение подготавливает специалистов по землеустройству, техников-картографов, специалистов по геодезии (направленность геодезия и аэрофотогеодезия). Ежегодный выпуск — около 200 человек.

## Мероприятия
В 2013 году на базе техникума ежегодно проводится Региональная олимпиада по геодезии и картографии, в которой участвуют студенты НТГиК, Омска, Томска, Кемерова и Алтайского края.

## Руководители
- Н. А. Булгаков — первый директор техникума, в 1945 году погиб на фронте;
- Н. П. Кравченко;
- А. Н. Стрельцов;
- В. В. Давыдов (1948—1974);
- В. В. Шельмин (1975—1989)
- А. И. Моренко (1989—2010) — заслуженный работник геодезии и картографии РФ.
- С. Н. Буровцева (2010 — 2017), кандидат экономических наук, доцент.
- В. И. Обиденко — с 2017 года действующий директор техникума, проректор по СПО СГУГиТ[4], кандидат технических наук, доцент, почетный геодезист РФ, заслуженный работник геодезии и картографии РФ.